# دان لينو
جورج ويلد جالفن (بالإنجليزية: George Wild Galvin)‏ (20 ديسمبر 1860 - 31 أكتوبر 1904) وهو معروف وسط الأوساط الفنية ب «دان لينو» كان واحداً من رواد فن المونولوج وممثل في المسرح الموسيقي في أواخر العَصر الفيكتوري. وَبجانب عمله في المسرح الموسيقي، كان لينو معروفاً بأدوار السيدة العجوز في المسرح الإيمائي السنوي الذي أشتهر به المسرح الملكي في لندن (دوري لين 1888-1904).

## حياته
ولد لينو في سانت بانكراس في لندن، وبدأ في العمل بغرض الترفية وهو طفل. ثم في عام 1864، انضم إلى والديه على خشبة المسرح في قاعة الموسيقى، وقام بأول ظهور له منفردا-في عمر التاسعة- في قاعة الموسيقى بريتانيا في كوفنتري. ثم أشتهر برقصة القبقا عندما كان شاباً، وفي سن المراهقة أصبح نجم أعمال عائلته الأول وسميَ باسم دان لينو حتى قام بعمل بنفس الاسم 1884. وبلغت شهرته أوج مجدها في أواخر الثمانينات من القرن ال19 واوائل التسعينيات حتى أن أجره أصبح من أعلى الأجور بين الكوميديانات على مستوى العالم، وقد قام بعمل موسيقي يتحدث عن الحياة الدنيا ومزج معه بعض الأغاني الكوميدية والدقائق السريالية، ووجعل معظم الشخصيات من الطبقة العاملة لتوضيح قصصه.

## روابط خارجية
- دان لينو على موقع IMDb (الإنجليزية)
- دان لينو على موقع الموسوعة البريطانية (الإنجليزية)
- دان لينو على موقع ميوزك برينز (الإنجليزية)
- دان لينو على موقع ديسكوغز (الإنجليزية)
- دان لينو على موقع قاعدة بيانات الفيلم (الإنجليزية)
- دان لينو على موقع كينوبويسك (الروسية)